# Samuel Reber
Samuel Reber (* 15. Juli 1903 in East Hampton, New York; † 25. Dezember 1971 in Princeton, New Jersey) war ein US-amerikanischer Diplomat.
Er diente 27 Jahre im Auswärtigen Dienst der Vereinigten Staaten von Amerika, darunter vom 11. Dezember 1952 bis 10. Februar 1953 als Hoher Kommissar der USA für Deutschland.

## Werdegang
Samuel Reber, Jr., wurde am 15. Juli 1903 in East Hampton, New York, in eine Militärfamilie geboren. Sein Vater, U.S. Army Signal Corps Colonel Samuel Reber (1864–1933), graduierte 1886 an der West Point, und seine Mutter Cecelia Sherman Miles (1869–1952) war die Tochter von Lieutenant General Nelson A. Miles. Er besuchte die Groton School, graduierte 1925 in Harvard University und war dort im Team des Ruderachters.

## Ehrungen
- 1958: Großes Verdienstkreuz mit Stern der Bundesrepublik Deutschland